# 伊图佩瓦
伊图佩瓦是巴西圣保罗州的一个市镇。总面积200.516平方公里，总人口36802人，人口密度183.5人/平方公里。